# Pompás koronásgalamb
A pompás koronásgalamb vagy más néven nyugati koronásgalamb vagy közönséges koronásgalamb (Goura cristata) a madarak osztályának galambalakúak (Columbiformes) rendjébe és a galambfélék (Columbidae) családjába tartozó faj.

## Előfordulása
Új-Guinea szigetének északnyugati részén honos, a szigetnek az Indonéziához tartozó részén él. 
Alföldi esőerdők lakója.

## Alfajai
- Goura cristata cristata
- Goura cristata minor
- Goura cristata pygmaea

## Megjelenése
Testhossza 75 centiméter. A legnagyobb galambfélék közé tartozik. Vörös szemgyűrűje és sötét szemsávja van. Fejét legyezőszerűen széttárt fátyolos tollkorona díszíti. Feje, szárnycsíkja és farkának vége világoskék, melleés tollazata többi része sötétkék, háta ibolyakék.

## Életmódja
A nehéz testével rosszul repül, ezért a talajon keresgéli gyümölcsökből, magvakból és  bogyókból álló táplálékát.

## Szaporodása
A szaporodási időszakban mély, tompa hangot hallat. A párok násztáncot járnak, majd közösen a fákra építik ágakból és gallyakból álló fészküket.
A tojó egyetlen tojást rak, melyet párjával felváltva 28 nap alatt költ ki. A fiókát is közösen gondozzák. A fiatal madár egy hónapos korában hagyja el a fészkét, de szülei még további egy hónapig etetik.
E galambfaj a galambok között matuzsáleminek számító kort, akár 50 évet is megérhet.
|  |  |

## Egyéb
A kornásgalambok a trópusi galambfélék legkedveltebb fajai közé tartoznak, minden nagyobb állatkertben tartják legalább egy fajukat. 
Összehangolt tenyésztéssel próbálják meg megmenteni a fajt. Európában az Európai Állatkertek és Akváriumok Szövetsége felügyelete alá tartozó Európai Veszélyeztetett Fajok Programja (EEP) keretében tenyésztik a faj egyedeit.
Többnyire a pompás koronásgalambot tartják. Magyarországon is csak ezt az egy fajt mutatják be a Fővárosi Állat- és Növénykertben és a Debreceni Állatkertben, ahol rendszeresen szaporodik is.